# Жеруха трилиста
{{#ifeq:0|0|{{#if:Cardamine trifolia|{{#if:|[[]}}|[[]]}}}}
Жеруха трилиста (Cardamine trifolia) — вид квіткових рослин родини капустяних (Brassicaceae).

## Біоморфологічна характеристика

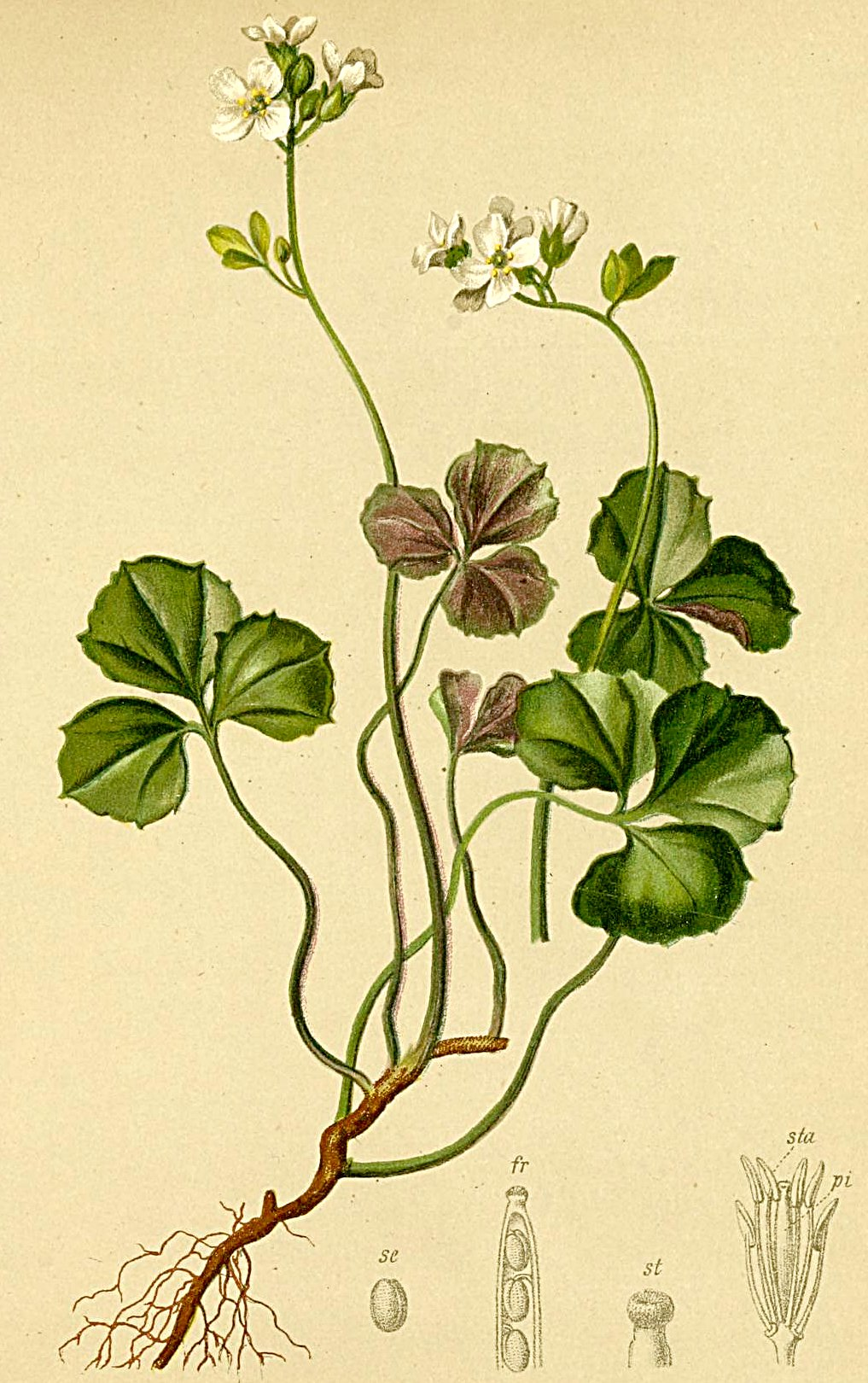

Це трав'яниста багаторічна рослина 15–30 см заввишки. Кореневища 2–4 мм у діаметрі, вузлуваті, повзучі, гіллясті. Прикореневі листки з 3 листочків, зимують, ромбічні чи напівкруглі, коротко-гострі, з рідкими волосками. Квітконосні стебла безлисті або з 1 або 2 маленькими сидячими листками. Суцвіття містить 10–20 квіток. Квітки дрібні, 4-складні, тичинок 6, коротші за пелюстки. Чашолистки короткі, приблизно чверть довжини пелюсток. Пелюстки 6–11 мм завдовжки, білі чи рожеві. Плід — стручок 20–27 × 1.5–2.5 мм. Насіння має довжину 2.5–3 мм.

## Поширення
Росте у Європі: Австрія, Чехія, Словаччина, Німеччина, Норвегія, Угорщина, Італія, Польща, Боснія і Герцеговина, Хорватія, Словенія; можливо в Україні. Росте в листяних і змішаних лісах, іноді також у ялинниках.
В Україні росте у ялинових лісах — у Карпатах, у верхів'ях Чорної Тиси, на Боржавській полонині.

## Використання
У садівництві найкраще почуваються в укритті дерев, а також підходить для натуралізації в тінистому природному саду.